# Доріс Міллер
Доріс Міллер (англ. Doris Miller; 12 жовтня 1919, Вако, США — 24 листопада 1943, Острови Гілберта і Елліс, Британські Західно-Тихоокеанські Території) — американський моряк, учасник Другої світової війни, перший афроамериканець, який отримав Військово-морський хрест.
Доріс народився в родині чорношкірих фермерів. Навчання в школі давалося йому погано і до 19 років він кинув школу і став працювати на батьківській фермі. Цікавився природою: захоплювався полюванням, пройшов курс таксидермії і невдало намагався вступити в Цивільний корпус охорони навколишнього середовища. З початком Другої світової війни вступив на службу у флот, де захопився боксом і навіть отримав титул чемпіона «Вест Вірджинії» у важкій вазі. Будучи вістовим, пройшов курси обслуговування зенітних гармат[⇨].
Під час нападу на Перл-Харбор Міллер надавав допомогу вмираючому капітану «Вірджинії», після чого встав за зенітну установку і вів вогонь, поки не скінчився боєкомплект. В ході бою ним був збитий один японський літак. Після він приєднався до рятувальної операції і витягнув з води кількох моряків[⇨]. За ці дії він першим з чорношкірих був нагороджений Військово-морським хрестом. Після нагородження він став широко використовуватися американської пропагандою для залучення чорношкірих на службу — випускалися плакати і листівки з його зображенням, він їздив з виступами по США[⇨]. Після закінчення турне, Міллер отримав призначення на авіаносець «Ліском Бей», який в ході битви за Тараву був торпедований і затонув. Серед тих, хто врятувався Доріса Міллера не виявилося, так що він був визнаний зниклим безвісти, а через рік — загиблим[⇨].

## Біографія

### Ранні роки
Доріс Міллер народився 12 жовтня 1919 року  в небагатій родині фермерів Хенріетта і Конрея Міллерів в містечку Вако в Техасі і був третім з чотирьох дітей. Доріс відвідував кілька шкіл в штаті, але його документи були згодом втрачені. 25 січня 1937 Міллер вступив в старшу школу свого рідного міста. Там він потрапив в футбольну команду на позицію захисника. Навчання в старшій школі давалося йому погано, він залишався в восьмому класі на другий рік, а 30 травня 1938 року відрахувався. Після цього Доріс Міллер став працювати на фермі батька, зайнявся полюванням і пройшов повний курс таксидермії. В цей же час він намагався вступити на службу в Цивільний корпус охорони навколишнього середовища, але йому це не вдалося.
Коли в Європі почалася Друга світова війна 16 вересня 1939 Міллер приїхав в Даллас і завербувався у флот. Після вступного курсу в Норфолку він отримав звання вістового 3 класу і 29 листопада був тимчасово направлений для проходження служби на корабль супроводу «Піро». В ті часи чорношкірі у флоті США служили виключно в обслуговуючих підрозділах , тому він став стюардом в кают-компанії. 2 січня 1940 Міллер був переведений на лінкор «Вест Вірджинія», де крім основної діяльності стюарда виконував функції денщика для деяких офіцерів, отримуючи за це щомісячну надбавку в 5 доларів. При зрості 190 сантиметрів і вазі 90 кілограмів він взяв участь в змаганнях корабля по боксу в важкій вазі і став чемпіоном корабля, команда якого становила близько 2000 чоловік.
У червні і липні 1940 року Доріс Міллер двічі пройшов курси підготовки до обслуговування зенітних гармат на «Неваді». За бойовим розкладом він мав перебувати на зенітній батареї в центральній частині корабля. 16 лютого 1941 року, незадовго до відправки «Вест Вірджинії» в Перл-Харбор Міллер отримав звання вістового 2 класу.

### Напад на Перл-Харбор
7 грудня 1941 року в 7:47 за місцевим часом «Вест Вірджинія» була торпедована. Доріс Міллер в цей момент закінчив накривати сніданок в кают-компанії і вирушив збирати брудну білизну офіцерів для пральні. Після оголошення тривоги він попрямував на своє місце за бойовим розкладом, але виявив, що зенітна батарея вже розбита при попаданні торпеди. Тоді він попрямував на точку збору в районі містка для очікування інших наказів. Там його помітив начальник зв'язку лейтенант Джонсон і наказав слідувати за ним на місток, бо було необхідно винести звідти на півбак важко пораненого капітана Мервіна Бенніона, Для чого Міллер, на думку Джонсона, відмінно підходив. Після прибуття на місток вони спробували винести капітана на ліжку, але те провисло і майже зламалося, так що капітана вдалося донести тільки до укриття в кормовій частині рубки. Джонсон вирушив на півбак щоб доповісти про стан капітана, а Міллер з прибулим санітаром надали першу допомогу капітану, який висловив бажання залишитися в рубці.
Після цього Міллер отримав наказ зарядити два зенітних кулемета Браунінг M2. Віддавши наказ ворент-офіцер Делано очікував, що Міллер встане заряджаючим до однієї з гармат, бо той не дуже добре розбирався в їх використанні. Після цього Делано ненадовго відволікся і дуже здивувався, побачивши, що обидві гармати заряджені, а Міллер веде вогонь по японським літакам, що заходять для атаки «Вест Вірджинії». Він стріляв, поки не скінчився боєзапас (за словами самого Міллера, це тривало близько 15 хвилин), при цьому був збитий один «Зеро», по якому в цей момент Міллер вів вогонь. Незважаючи на те, що офіційно збиті літаки приписують «Меріленду», Доріс вважав, що він збив його. Пізніше, деякі джерела стали приписувати Міллеру збиття чотирьох і навіть шести «Зеро».
В цей час на містку почалася пожежа, а капітан Бенніон помер від отриманих поранень. Міллер надійшов в розпорядження лейтенанта Рикетса і займався порятунком моряків з води на шканцях. При цьому він врятував кілька моряків, які, як зазначалося в рапорті, найімовірніше інакше загинули б. Через якийсь час «Вест Вірджинія» почала занурюватися в воду і Міллер разом з рештою команди був евакуйований.

### Подальша служба

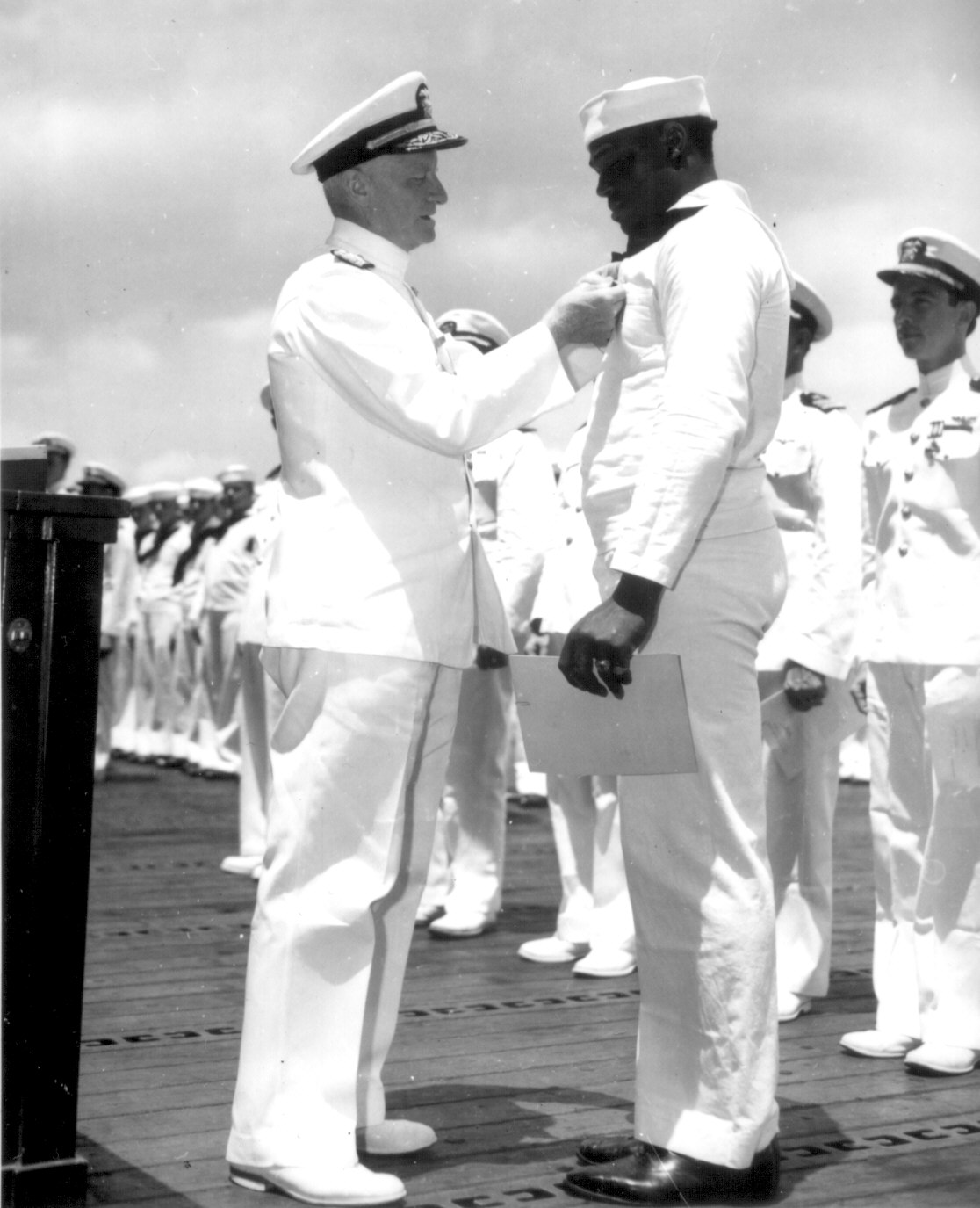
Нагородження Міллера на борту «Ентерпрайз»

15 грудня 1941 Міллер був переведений на «Індіанаполіс». В цей час в американській пресі стали з'являтися згадки про «невідомого чорношкірого героя Перл-Харбора», в яких в точності описувалася історія Доріса Міллера. Президент Рузвельт, отримавши список представлених до нагородження, в якому був вказаний «невідомий чорношкірий матрос», розпорядився знайти цю людину і нагородити його хрестом «За видатні заслуги». 12 березня 1942 року історик Лоуренс Реддик виявив серед звітів звіт про дії Міллера, про що написав у командування ВМС США. На наступний день сенатор від Нью-Йорка Джеймс Мід запропонував нагородити Міллера Медаллю Пошани, а 17 березня з цієї ж ініціативою в сенаті виступив сенатор від Мічигану Джон Дінгуелл.

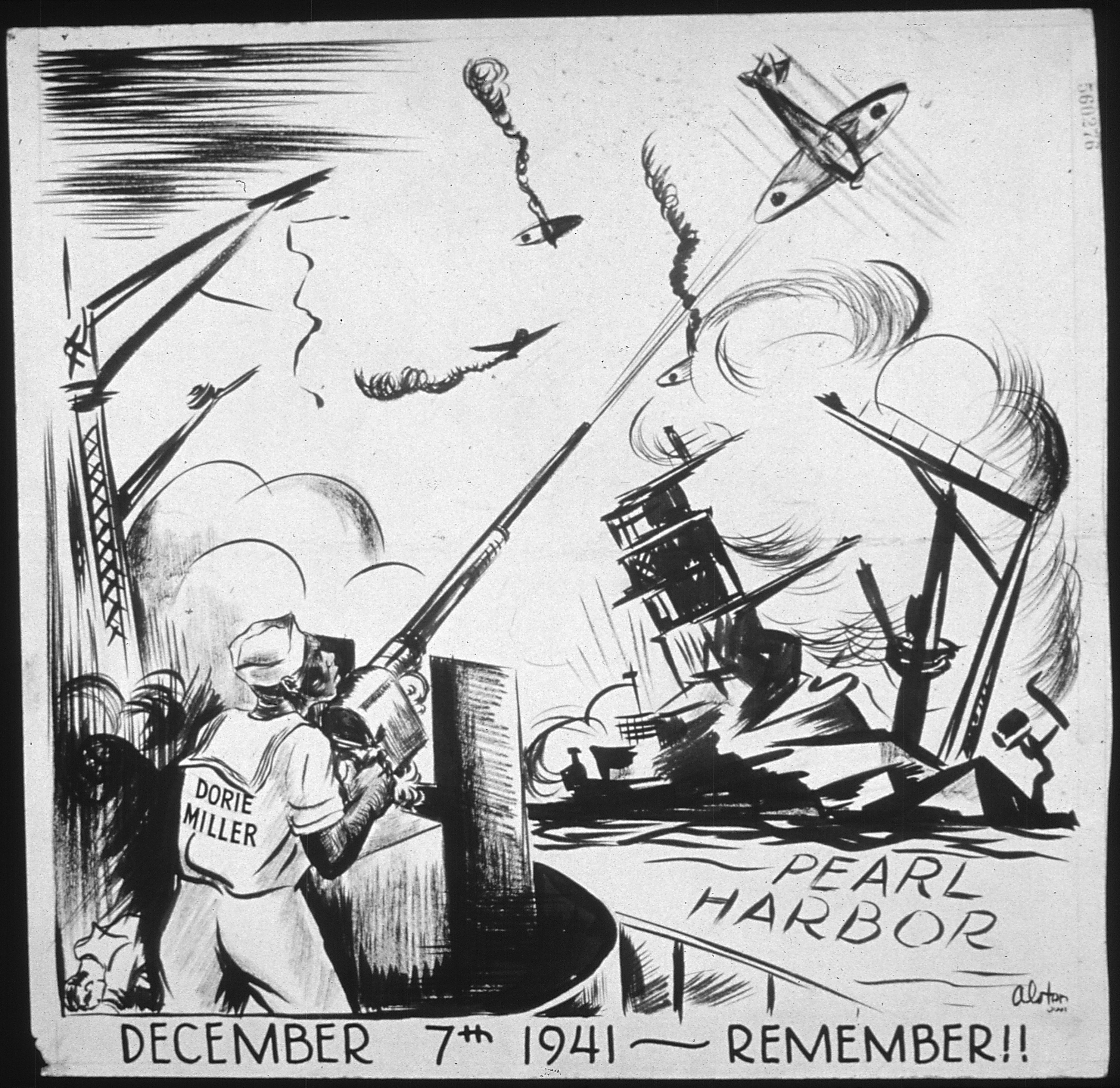
Листівка із зображенням «Дорі» Міллера під час відбивання японської атаки

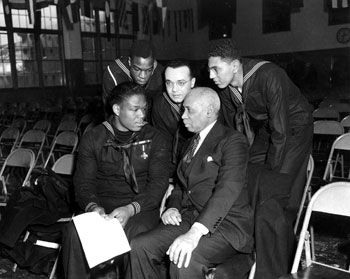
Міллер (сидить зліва) в морській школі в Іллінойсі

14 березня Pittsburgh Courier Надрукував статтю, де Доріс Міллер через помилки був названий «Дорі» (англ. Dorie Надалі деякі джерела опечатувалися і публікували його, як Dore або Dorrie, а деякі помилково стверджували, що так його називали в екіпажі. Це прізвисько потрапило на агітаційну листівку і пізніше в фільм «Перл-Харбор».
21 березня газета Pittsburgh Courier почала збір підписів для клопотання про відправку Доріса Міллера у Військово-морську академію, але ця ініціатива не увінчалася успіхом. 9 квітня Френк Нокс рекомендував не вручати Міллеру Медаль Пошани, бо його подвиг не потрапляв під статут нагороди, хоч і заслуговував заохочення. Указом президента Рузвельта Міллер був удостоєний вищої нагороди ВМС США і другої за старшинством нагороди в країні — Військово-морського Хреста. Нагородження було зроблено на борту авіаносця «Ентерпрайз» 27 травня, нагороду герою вручив командувач Тихоокеанським флотом, адмірал Честер Німіц.
1 червня Міллер був підвищений у званні до вістового 1 класу, а 27 червня відкликаний на батьківщину для участі в продажу облігацій військової позики. В рамках туру він виступив у багатьох містах Техасу і Іллінойсу. 15 травня 1943 року, після повернення з туру, він отримав унтер-офіцерське звання кока 3 класу і призначений на авіаносець «Ліском Бей».

### Загибель
24 листопада 1943 року біля берегів Кірибаті в Тихому океані «Ліском Бей», прикриваючи висадку на острови Гілберта, був торпедований японської субмариною I-175. В результаті вибуху парів бензину і боєзапасу флагманський корабель командира 24-ї дивізії авіаносців контр-адмірала Генрі М. Маллінікса затонув за 23 хвилини з великими втратами в особовому складі. Серед тих, хто врятувався Міллера не було. 7 грудня 1943 роки його батьки отримали повідомлення про те, що їх син вважається зниклим без вести.
30 квітня 1944 року під другий баптистської церкви Вако була проведена поминальна служба по Міллеру, а 8 травня біля старшої школи, де він навчався, був поставлений гранітний знак на його пам'ять. 25 листопада 1944 року він був офіційно оголошений мертвим.

## Нагороди
- Військово-морський хрест[3];
- Медаль «Пурпурне серце»[3];
- Бойова стрічка[3];
- Медаль «За бездоганну службу у флоті»[3];
- Пам'ятна медаль оборони Америки[3];
- Медаль «За Американську кампанію»[3];
- Медаль «За Азіатсько-тихоокеанської кампанію»[3];
- Медаль Перемоги у Другій світовій війні[3].

## Пам'ять

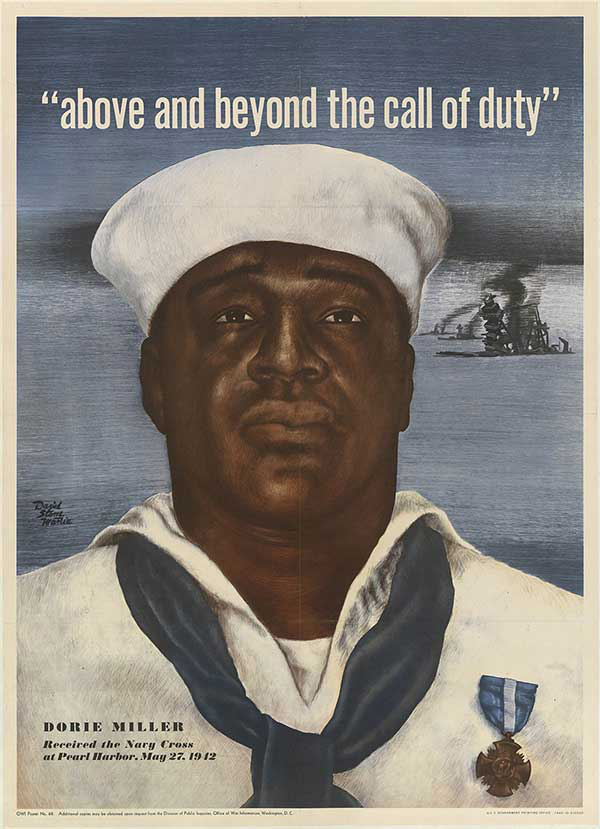
Міллер на агітплакаті

Іменем Доріса Міллера названі:
- USS «Міллер» (DE-1091)[3][4] — ескортний корабель типу «Нокс», який був побудований в Вествего, штат Луїзіана. Активна служба корабля проходила в складі Атлантичного флоту США. У липні 1975 року «Міллер» був перекласифікований як фрегат (в зв'язку з чим поміняв позначення на FF-1091) і в січні 1982 року був переведений в запас ВМС США. Фрегат був виведений зі складу флоту 15 жовтня 1991 року, а 19 липня 1999 року переданий Туреччині. У червні 2001 року колишній фрегат ВМС США був потоплений в ході навчань турецького флоту «Sea Wolf — 2001».
- У січні 2020 року ВМФ США оголосив про закладення авіаносця USS Doris Miller (CVN-81) типу «Джеральд Р. Форд», який буде названий ім'ям Міллера. Спуск на воду заплановано на 2028 рік[7].
- Одна з вулиць у Вайко — рідному місті героя[3][4].
- Школа в Сан-Антоніо, Техас[4].

2 квітня 1942 року CBS Radio випустило в ефір радіовиставу про подвиг Міллера. 1970 року Міллер був зображений у фільмі Тора! Тора! Тора!. 2001 року вийшов фільм Майкла Бея «Перл-Харбор», в якому одна з сюжетних ліній оповідає про Доріса Міллера.
У 1943 році вийшов агітаційний плакат із зображенням Доріса Міллера.
У 2010 році в серії «Герої американського флоту» вийшла поштова марка «Доріса Міллер». Також Поштова служба США випустила конверт і поштовий штамп з його зображенням.